# Hollandse Hout
Het Hollandse Hout is een natuurgebied van circa 900 hectare bij de Oostvaardersplassen. Het natuurgebied werd na het opspuiten van Flevoland in de jaren 1972 en 1973 beplant met voornamelijk populieren, wilgen en elzen, omdat deze bomen snel groeien. Een ander deel van het bos zou een woonwijk worden. De woonwijk kwam er uiteindelijk niet. Er werden langzamer groeiende planten geplant, waaronder eiken en beuken. In de januaristorm van 1990 waaide een deel van de bebossing om.
In 1995 werd 36,8 ha van het natuurgebied tot bosreservaat aangemerkt. In het gebied van het reservaat komen vier zeldzame - op de Rode Lijst vermelde - paddenstoelensoorten voor. Ook komen er de houtsnip, de wielewaal en de appelvink voor. Het gebied wordt beheerd door Staatsbosbeheer.
Het Hollandse Hout ligt vier meter onder zeeniveau en de bodem bestaat uit kalkrijke zeeklei.